# Edwin Willits

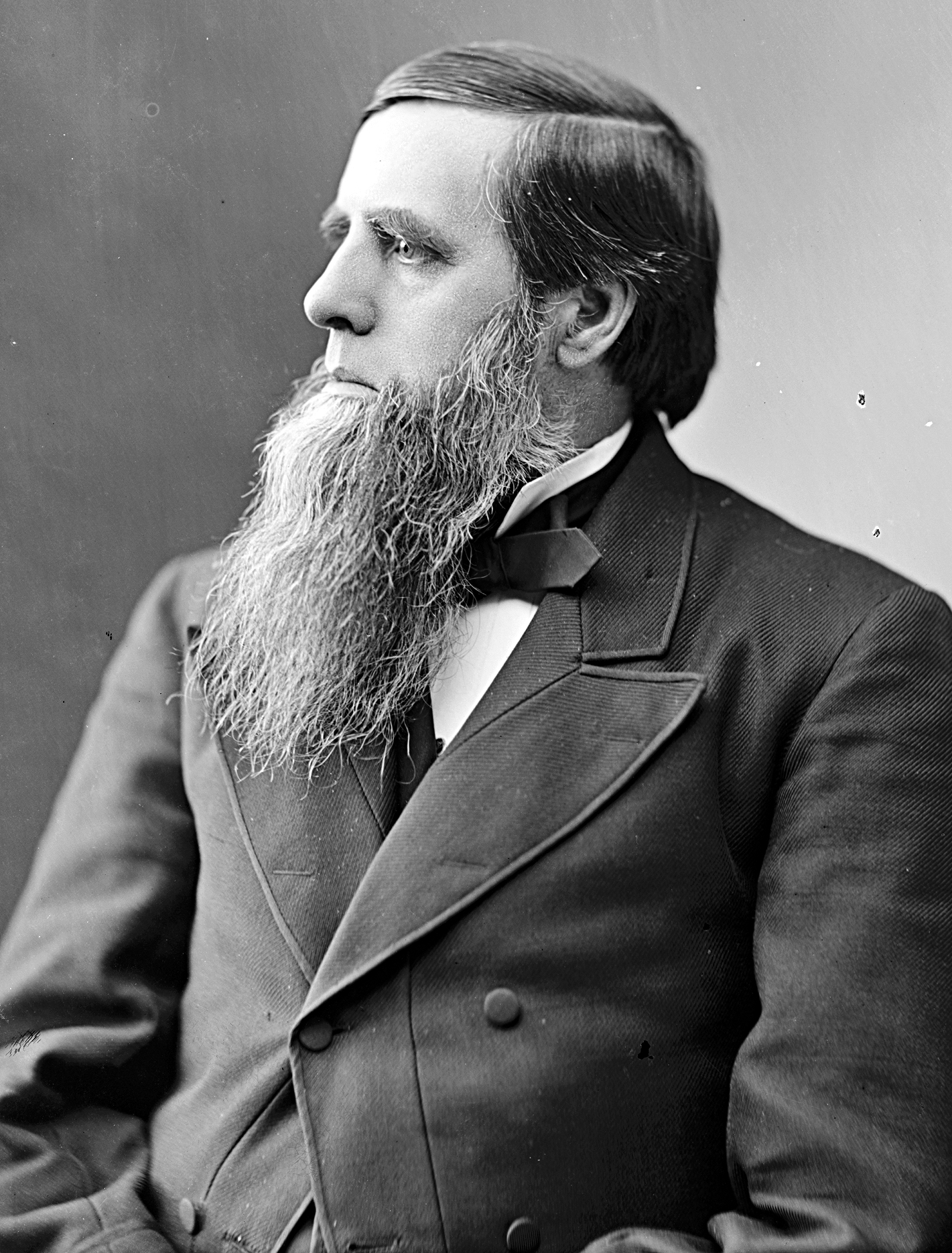
Edwin Willits

Edwin Willits (* 24. April 1830 in Otto, Cattaraugus County, New York; † 22. Oktober 1896 in Washington, D.C.) war ein amerikanischer Politiker. Zwischen 1877 und 1883 vertrat er den Bundesstaat Michigan im US-Repräsentantenhaus.

## Werdegang
Im September 1836 kam Edwin Willits mit seinen Eltern in das Michigan-Territorium, wo er bis 1855 an der University of Michigan in Ann Arbor studierte. Anschließend ließ er sich in der Stadt Monroe nieder. Zwischen 1856 und 1861 gab er die Zeitung „Monroe Commercial“ heraus. Nach einem Jurastudium und seiner im Dezember 1857 erfolgten Zulassung als Rechtsanwalt begann er in Monroe in seinem neuen Beruf zu arbeiten. Zwischen 1860 und 1862 fungierte Willits als Bezirksstaatsanwalt im Monroe County. Von 1860 bis 1872 war er Mitglied im Bildungsausschuss seines Staates. Außerdem war er von 1863 und 1866 Posthalter der Stadt Monroe. Im Jahr 1873 wirkte Willits in einer Kommission zur Überarbeitung der Staatsverfassung von Michigan mit.
Politisch war Willits Mitglied der Republikanischen Partei. Bei den Kongresswahlen des Jahres 1876 wurde er im zweiten Wahlbezirk von Michigan in das US-Repräsentantenhaus in Washington gewählt, wo er am 4. März 1877 die Nachfolge von Henry Waldron antrat. Nach zwei Wiederwahlen konnte er bis zum 3. März 1883 drei Legislaturperioden im Kongress absolvieren. Von 1881 bis 1883 war er Vorsitzender des Ausschusses zur Kontrolle der Ausgaben des Justizministeriums.
Im Jahr 1882 verzichtete Willits auf eine weitere Kongresskandidatur. Danach leitete er zwischen 1883 und 1885 die State Normal School in Ypsilanti. Von 1885 bis 1889 war er Präsident des Michigan Agricultural College. Danach war Willits von 1889 bis 1893 Staatssekretär (First Assistant Secretary) im US-Landwirtschaftsministerium. Anschließend arbeitete er in der Bundeshauptstadt Washington als Anwalt. Dort ist er am 22. Oktober 1896 auch verstorben. Er wurde in Monroe beigesetzt.